# Суспільне Донбас
«Суспільне Донбас» (Філія АТ «НСТУ» Регіональна дирекція «Суспільне Донбас») — українська регіональна суспільна телерадіокомпанія, філія Національної суспільної телерадіокомпанії України, до якої входять однойменний телеканал, радіоканал «Українське радіо Донбас», а також діджитал-платформи, які мовлять на території Донецької та Луганської областей.

## Історія

### Донецька ОДТРК
Згідно з наказом міністра культури СРСР № 339 від 21 червня 1956 року «Про організацію студії телебачення в місті Сталіно» на підставі постанови Ради Міністрів СРСР від 4 травня 1955 року № 863 і розпорядження Ради Міністрів СРСР від 30 серпня 1954 року № 9579-р у місті Сталіно (зараз — Донецьк) організована студія телебачення.
1955 року в Радянському Союзі працювало лише 11 телецентрів. Перші телецентри були побудовані в Москві, Ленінграді і Києві. Потім стали до ладу телецентри в Харкові, Мінську, Ризі, Томську, Таллінні, Свердловську, Омську, Владивостоці.
Будівництво телецентру в Сталіно було доручено Міністерству вугільної промисловості УРСР, Міністерству чорної металургії СРСР і Міністерству зв'язку СРСР.
1954 року тресту «Сталінжилбуд» комбінату «Сталіншахтобуд» для зведення телевізійного центру була виділена земельна ділянка площею 2,5 га у кварталі клубу ім. Леніна (ПК ім. Леніна). Будівництво планувалося завершити 1955 року. Наступного року було заплановано монтаж і настроювання апаратури. Пуск Сталінського телевізійного центру повинен був відбутися до Дня шахтаря 25-26 серпня 1956 року.
Згідно з наказом Міністерства вугільної промисловості УРСР від 29 вересня 1954 року на будівництво телецентру комбінат «Сталіншахтобуд» виділив 10 млн карбованців.
2014 року у зв'язку з окупацією Донецька Росією та захопленням окупантами студії Донецької обласної державної телерадіокомпанії, Державний комітет телебачення і радіомовлення України тимчасово змінив адресу телеканалу.
З 27 лютого 2015 року Донецька ОДТРК мовила зі звільненого від російських окупантів Краматорська з новим логотипом «ДоТБ» (Донецьке обласне телебачення).

### Луганська ОДТРК
Початок телебачення на Луганщині було покладено 2 липня 1958 року. Того дня, о 18 годині в етері пролунали перші позивні нового Луганського однопрограмного ретранслятора. Оператор електронно-обчислювальної техніки місцевого машинобудівного заводу, переможець відкритого конкурсу на посаду телевізійного диктора Людмила Ромашкевич запросила перших глядачів Луганського телебачення до телеекранів. В ті дні в області нараховувалося лише близько 12 тисяч телевізорів, але, вже через кілька місяців, ця кількість збільшилась вдесятеро.
В день дебюту було показано кіноконцерт Ленінградського театру мініатюр за участю Аркадія Райкіна і художній фільм «Капітан Старої черепахи». Цим самим Луганський телецентр засвідчив факт того, що він став до ладу діючих. Місцевій телестудії було присвоєно III категорію. Телемовлення здійснювалося 4 дні на тиждень загальною тривалістю — 10 Годин.
Ось так і було започатковано місцеве телевізійне мовлення на сході України. Студійне обладнання змонтував і ввів в дію колектив ентузіастів-однодумців: інженери В. С. Остапенко і Е. І. Гуткін, електромеханіки Є. О. Єпифанцев, І. Ф. Галкіна, А. Т. Єщенко, М. П. Парахін та інші. Чітку подачу сигналу на двохсотметрову телевізійну вежу забезпечили експлуатаційники телецентру (перший директор Л. М. Мрозовський) С. П. Діденко, С. О. Гладушина, А. І. Поповченко, Н. І. Карпова та інші.
Того ж 1958 року було сформовано і кістяк творчо-постановочного колективу Луганського телебачення. Перший директор нової студії М. І. Жданов призначив відповідальним редактором студії Г. С. Довнара, режисерами В. В. Яворського і В. І. Ващаєва, оператором телевізійної камери Л .Г. Гончарова, звукорежисером О. В. Вороніна, художником В. П. Коваленка, столяром-постановником І. П. Воловикова, монтажницею кіноплівки О. І. Степуру. Таким був «стартовий» склад студії телебачення. Але вже через кілька місяців він подвоївся.
Більшість «стартової» команди студії складали колишні фронтовики, а це, не треба доводити, — люди особливого ґатунку, високої порядності, відповідальності, честі, відчуття власної гідності. І сприймалося не дивним, не сенсаційним, а просто нормальним, що з перших кроків Луганська студія активно, гідно, натхненно і плідно увійшла до телепростору України і усього Радянського Союзу (вже у перші роки роботи «Луганськ давав на Москву» у середньому тридцять матеріалів щомісяця). І хоча нестримані творчі задуми тележурналістів, режисерів, операторів тієї пори значно обмежувала недосконалість технічних засобів . А втім, якщо б був на той час відеозапис, як можливість зберегти те, що «бачили» вони у ті часи «телеоком», багато чому позаздрили б ми, які маємо найсучаснішу техніку цифрового формату.
Як це не дивно, творчий потенціал досить невеликого телевізійного колективу був спрямований, насамперед, на розвиток художнього мовлення. Крім театральних спектаклів в етер виходили власні телевізійні вистави, концертні програми, художні фільми. Звичайно, тієї пори творчі можливості тележурналістів, режисерів, операторів стримувалися недосконалістю технічних засобів. Наприклад, вистава «Коли цвіте акація» Одеського українського драматичного театру видавалася зі студії в етер однією камерою КТ-5.
У травні 1959 року луганські тележурналісти вперше вийшли зі своєю програмою на Українське телебачення. Це був кінорепортаж з шахти про нові високопродуктивні методи праці вуглевидобувного колективу, очолюваного відомим тоді гірником М. Я. Мамаєм. Студія одержала першу подяку від республіканського Комітету по радіомовленню і телебаченню. Творчі успіхи луганського телебачення відзначатимуться потім Грамотами, призами, Дипломами УТ і ЦТ, республіканських і всесоюзних фестивалів (документальний фільм «Здрастуй, робітник!», конкурсна програма «Музичний турнір міст», передачі «Тридцять квітучих весен», «Хлопці з нашого заводу», «Роки трудової доблесті», «Традиціям вірні» та багато інших). Але на шляху до цього були роки напруженої праці, професійного мужніння, прагнення не обмежувати власне телевізійне мовлення рамками свого регіону. 1960 року вводяться в експлуатацію радіорелейна лінія Луганськ—Донецьк, пересувна телевізійна станція ПТС-3, оснащена телекамерами КТ-6. Це значно розширило творчі і технічні можливості працівників телебачення. Швидкими темпами починає розвиватися інформаційне і громадсько-політичне мовлення. В етер виходять перші позастудійні репортажі з промислових і сільськогосподарських підприємств, трансляції зі стадіонів, показ художніх виставок в музеях тощо. Народжується міжобласне телевізійне мовлення. Луганська і Донецька студії готують і видають в етер спільний телевізійний журнал «Вогні Донбасу», в якому розповідається про політичне, економічне, культурне життя одного з найпотужнішого в Україні індустріального регіону — Донбасу.
Шістдесяті роки стали для луганського телебачення часом активного освоєння республіканського і всесоюзного телевізійного етеру. На український екран виходять програми «Гвардія робітничого класу» (про шахтарів області), «Безсмертя юних» (про подвиг краснодонських молодогвардійців), телевізійна вистава «Живий ланцюг», музична передача «Камертон доброго настрою», готуються сюжети до щоденних інформаційних випусків УТ.
У листопаді 1967 року Луганська студія вперше була представлена на Центральному телебаченні — в інформаційних випусках, а згодом — у циклових програмах «Час Батьківщини», «Тобі, юність!», «Естафета новин» та інших. Підготовлені луганським телебаченням матеріали відзначалися професійним рівнем, художнім смаком, емоційністю, інформаційною насиченістю. І як підтвердження цього, Центральне телебачення довіряє Луганській студії підготовку і видачу в етер таких складних конкурсних програм, як «Музичний турнір міст», «Алло, ми шукаємо таланти!».
Телебачення стає невід'ємною часткою культури індустріального регіону. Наприкінці 1960-х років в області налічувалось 440 тисяч телевізорів, аудиторія глядачів досягла півтора мільйона чоловік (для порівняння: станом на кінець 1958 року відповідно було 22 тисячі телевізорів і 100 тисяч глядачів).
З вересня 1971 року в області запроваджується двопрограмне телевізійне мовлення: перша програма — передачі ЦТ, друга програма — передачі УТ і місцевої студії. Колектив телецентру вводить в експлуатацію відеомагнітофон «Кадр-3», пересувну телевізійну станцію ПТС-4, інше обладнання. Технічні можливості творчих працівників набагато розширились. У цей час створюються цікаві конкурсні циклові програми. В центрі їх уваги — шахтарі, металурги, хіміки, машинобудівники, хлібороби. Це такі програми, як «Екран пошани», «Анкета робочого часу», «Міста і люди» (місцеве мовлення), «Соціальний портрет колективу», «Ми — майстри» (на Українське телебачення), «Музыкальный телетурнир больших строек и предприятий» (на Центральне телебачення). Творчий доробок тележурналістів цього періоду поповнився й міжнародними програмами: «Екран збирає друзів» (Луганське й Угорське телебачення), «Міста-побратими» (студії Луганська і Кардіффа, Англія). Всі ці програми транслювались і по Центральному телебаченню.
У 1980-ті роки сталися докорінні зміни у місцевому телевізійному мовленні. В експлуатацію було введено пересувну телевізійну станцію кольорового зображення «Лотос». У березні 1980 року в етер вийшла перша кольорова програма, а в травні творчі і технічні працівники вели прямий репортаж у кольорі на Українське і Центральне телебачення про відкриття пам'ятника героям Великої Вітчизняної війни. Ця передача була високо оцінена керівництвом УТ і ЦТ. Луганському телебаченню було довірено трансляцію прямого репортажу з траси в районі Тули, якою рухався до Москви вогонь Олімпійських ігор — 80. Довелося творчим і інженерно-технічним працівникам Луганщини брати участь у висвітленні і цілого ряду важливих подій у столиці України.
Тісне співробітництво з Українським і Центральним телебаченням, зарубіжними студіями збагатило творчий досвід луганських тележурналістів, підвищило їх професійний рівень, надихнуло на створення програм, які викликали широкий громадський резонанс.

### «Суспільне Донбас»
З 2017 року телерадіокомпанія є філією українського Суспільного мовлення — Національної суспільної телерадіокомпанії України.
7 листопада 2017 року філія отримала назву «UA: Донбас». 15 січня 2018 року однойменний телеканал компанії розпочав супутникове мовлення.
23 травня 2022 року в зв'язку з оновленням дизайн-системи брендів НСТУ телерадіокомпанія змінила назву на «Суспільне Донбас».
З 20 листопада по 18 грудня 2022 року телеканал філії транслював Чемпіонат світу з футболу 2022.
Колектив студії доносить до глядачів усе різноманіття життя області та країни. Це — інформаційні випуски, передачі соціально-економічної, екологічної, молодіжної, дитячої, спортивної тематики, розважальні, музичні, конкурсно-ігрові програми, художні, документальні і мультиплікаційні фільми.

## Телебачення
«Суспільне Донбас» — український регіональний суспільний телеканал, який мовить на території Донецької та Луганської областей.

### Наповнення етеру
Етерне наповнення мовника — інформаційні, соціально-публіцистичні та культурно-мистецькі програми виробництва творчих об'єднань НСТУ та «Суспільне Донбас».

#### Програми
- «Суспільне. Студія»
- «Суспільне Новини»
- «Суспільне Спорт»
- «Тиждень. Донбас»

#### Архівні програми
- «Суспільне. Спротив»
- «Сьогодні. Головне»
- «Голоси Донбасу»
- «Суспільне Новини. Донбас»
- «Ранок на Суспільному»
- «Street Схід»
- «Поезія війни»
- «Виборчий округ»
- «12 міфів про Донбас»
- «#Звіти_наживо»

### Мовлення
Передача цифрового мовлення телеканалу відбувається в мультиплексі MX-5 (DVB-T2) у форматі 576i 16:9. Трансляція мовника також доступна на сайті «Суспільне Донбас» в розділі «Онлайн».

## Радіо
У Донецькій та Луганській областях НСТУ мовить на радіоканалі «Українське радіо Донбас».
Донецьке обласне державне радіо розпочало своє власне мовлення одним з перших на сході України — 16 травня 1927 року. Потужний передавач РВ-26 доносив голос радіостанції «Сталіно-Донбас» далеко за межі України. І нині на адресу обласного радіо надходять листи від радіослухачів з Фінляндії, країн Балтії, де також слухають передачі з Донецька на частоті середніх хвиль 1359 кГц та УКХв — 69,77 мГц.
Завдяки мережі ретрансляційних передавачів програми радіо мають якісний прийом на всій території Донеччини, розповсюджуючись і на прилеглі райони Харківської, Луганської, Запорізької областей, про що свідчать листи, що надходять звідти до редакцій радіо.

### Донецька область
- Брусівка — 102,2 FM
- Волноваха — 88,7 FM
- Гірник — 90,7 FM
- Костянтинівка — 98,6 FM
- Краматорськ — 102,2 FM
- Лиман — 90,4 FM та 873 кГц
- Маріуполь — 107,3 FM
- Покровськ — 98,8 FM
- Слов'янськ — 102,2 FM
- Часів Яр — 873 кГц

### Луганська область
- Бахмутівка — 92,4 FM
- Біловодськ — 99,1 FM
- Білокуракине — 103,1 FM
- Білолуцьк — 102,4 FM
- Зоринівка — 101,2 FM
- Комишуваха — 89,9 FM
- Лисичанськ — 88,2 FM
- Марківка — 101,6 FM
- Попасна — 102,5 FM
- Сватове — 105,5 FM
- Старобільськ — 71,66 УКХ
- Широкий — 100,4 FM

## Діджитал
У діджиталі телерадіокомпанія «Суспільне Донбас» представлена вебсайтом та сторінками у Facebook, Instagram, YouTube та Telegram. Крім того, на сайті «Суспільне Новини» є розділ про новини Донеччини та Луганщини.

## Логотипи
| Логотип | Опис                                                                       |
| ------- | -------------------------------------------------------------------------- |
|         | Логотип телеканалу «ДоТБ» з 18 червня 2015 до 14 січня 2018 року           |
|         | Логотип телеканалу «ЛОТ» з 2010 року до 14 січня 2018 року                 |
|         | Логотип телеканалу об'єднаної філії з 15 січня 2018 до 22 травня 2022 року |
|         | Логотип з 23 травня 2022 року дотепер                                      |

### Хронологія назв
| Дата      | Назва              |
| --------- | ------------------ |
| 1996—2014 | «27 канал»         |
| 2015—2017 | «ДоТБ»             |
| 1999—2017 | «ЛОТ»              |
| 2017—2022 | «UA: Донбас»       |
| з 2022    | «Суспільне Донбас» |